# Zaleya govindia
Zaleya govindia är en isörtsväxtart som först beskrevs av Buch.-ham. och George Don jr, och fick sitt nu gällande namn av N.Chandrasekharan Nair. Zaleya govindia ingår i släktet Zaleya och familjen isörtsväxter. Inga underarter finns listade i Catalogue of Life.